# Hed PE (álbum)
Hed PE é o álbum de estreia da banda Hed PE, lançado a 12 de Agosto de 1997. 
O álbum vendeu mais de 100 mil cópias.

## Faixas
1. "P.O.S." (Geer/Shaine) — 3:13
2. "Ground" (Geer/Shaine) — 2:32
3. "Serpent Boy" (Geer/Shaine) — 5:50
4. "Firsty" (Geer/Shaine) — 2:32
5. "Tired of Sleep (T.O.S.)" (Geer/Shaine) — 3:51
6. "Darky" (Geer/Shaine/Benekos) — 5:22
7. "Schpamb" (Geer/Shaine) — 3:05
8. "Ken 2012" (Geer/Shaine/Vaught/Benekos/Boyce/Young) — 5:08
9. "Circus" (Geer/Shaine) — 2:06
10. "33" (Geer/Shaine/Vaught) — 4:06
11. "Hill" (Geer/Shaine/Vaught/Young) — 4:04
12. "IFO" (Geer/Shaine/Vaught/Benekos/Boyce/Young) — 4:56
13. "Bitches" (Geer/Shaine) — 12:00

## Créditos
- M.C.U.D. — Vocal
- Mawk — Baixo
- Wesstyle — Guitarra
- Chizad — Guitarra, vocal
- B.C. — Bateria, percussão
- DJ Product ©1969 — DJ